# 불가사리 (전설)
불가사리는 한국 전설에 등장하는 쇠를 먹는 동물을 말한다. 곰의 몸, 코끼리의 코, 코뿔소의 눈, 호랑이의 발, 쇠톱 같은 이빨, 황소의 꼬리와 같이 여러 동물의 부위가 합쳐진 모습을 하고 있다. 온몸에는 바늘과 같은 털이 나와 있으며 암컷에만 줄무늬가 있다. '불가사리'라는 이름은 죽일 수 없었다는 뜻의 불가살이(不可殺이)에서 왔다고도 하고 불로 죽일 수 있다는 뜻의 (불可殺이)에서 왔다고도 한다.
불가사리의 탄생에는 두가지 설이 있는데, 첫째는 남편을 잃은 부인이 밥풀을 뭉쳐 만들었다는 설이고, 둘째는 승려 신돈이 먹다 남은 밥알을 뭉쳐서 불가사리를 만들었다는 설이다. 불가사리는 고려 말 공민왕 시대에 송도에 나타나 병장기와 농기구를 먹었다고 전해진다. 나라에서는 피해가 극심해지자 갖가지 방법을 동원해 잡으려고 했으나 소용이 없었다. 1921년에 저작된 것으로 보이는 현영선의 고전소설 《불가살이전》에서는 불가사리가 적군의 무기를 모조리 먹어치워 이성계가 홍건적과 왜적을 무찌를 수 있었다고 한다. 중이 지팡이를 휘두르며 혼내자 쇠붙이들을 모두 쏟아놓고 사라졌다는 이야기가 있다.
불가사리 이야기는 대한민국과 조선민주주의인민공화국에서 각각 영화로 만들어지기도 했다.

## 불가사리를 소재로 한 작품

### 영화
- 불가사리 - 1962년작. 김명제 감독, 최무룡·엄앵란 주연[1]
- 불가사리 - 1985년작. 신상옥 감독
- 신비아파트 고스트볼의 비밀 - (2016년 11월 9일 방영분) 15화